# ACR Siena 1904
Associazione Calcio Robur Siena 1904 – włoski klub piłkarski z siedzibą w mieście Siena.

## Historia
Klub został założony w 1904 roku jako Società Studio e Divertimento (Towarzystwo Naukowo-Rozrywkowe). Klub przejął swoje biało-czarne barwy z herbu Sieny. Sekcję piłkarską otwarto w 1908 i nazwano ją Società Sportiva Robur, zaś w 1933 roku klub zmienił nazwę na Associazione Calcio Siena. W sezonie 1934/1935 Siena pierwszy raz grała w Serie B. Natomiast w 2003 roku po raz pierwszy awansowała do Serie A i w debiutanckim sezonie 2003/2004 zajęła 13. miejsce w tabeli. W sezonie 2009/2010 klub zajął przedostatnie, 19. miejsce w tabeli i spadł do Serie B. W kolejnym sezonie awansował jednak z powrotem do Serie A. Po dwóch sezonach Siena ponownie spadła do Serie B. 15 lipca 2014 władze klubu ogłosiły jego bankructwo i nie zgłosiły go do rozgrywek ligowych. Klub został rozwiązany i założony na nowo jako Robur Siena Società Sportiva Dilettantistica. W sezonie 2014/2015 wystartował w rozgrywkach Serie D, które wygrał i awansował do Lega Pro. Wówczas też zmienił nazwę na Società Sportiva Robur Siena.
| Liga                                      | Poziom | Sezony | Lata                                                                               |
| ----------------------------------------- | ------ | ------ | ---------------------------------------------------------------------------------- |
| Serie A                                   | I      | 9      | 2003–2010, 2011–2013                                                               |
| Serie B                                   | II     | 13     | 1935–1936, 1938–1943, 1946–1948, 2000–2003, 2010–2011, 2013–2014                   |
| Serie C Serie C1 Lega Pro Prima Divisione | III    | 39     | 1936–1938, 1948–1952, 1956–1970, 1976–1978, 1982–1984, 1985–1987, 1990–2000, 2015– |